# Brigantine (rustning)
 For alternative betydninger, se Brigantine (flertydig). (Se også artikler, som begynder med Brigantine)
En brigantine er en rustning, der udvikler sig fra 1300-tallets italienske overtræksrustninger og er udbredt til engang i 1500-tallet. Den består af stålplader nittet fast på indersiden af en jakke eller trøje af fløjl eller mindre kostbare materialer. I nogle tilfælde er pladerne indvendigt også dækket af stof. Nitterne er synlige uden på jakken, og ud over at kunne vise et dekorativt mønster, har de vist, at manden her bærer rustning, og man derfor skal vare sig for at overfalde ham. Jakken lukkes med remme i siden, og har et kort skørt. En smal talje gør, at noget af rustningens vægt bæres af hoften.
Navnet betyder en klædning for en brigant, dvs. en røver. Trods navnet var den populær blandt mange soldater og adelige herrer. Den var forholdsvis bekvem og gav en god beskyttelse, hvis et angreb (eller attentat) kom uventet, så man ikke kunne nå at iføre sig en normal pladerustning. Brigantinen kunne også bæres oven over en ringbrynje.
I nogle tilfælde har fine herrer båret en fløjlsjakke med nitter, uden at der var stålplader under. 
Tilsvarende rustninger kendes fra mange kulturer.